# Alejandro Sanz
Alejandro Sanz, född 18 december 1968 i Madrid, är en spansk sångare som har vunnit 15 Latin Grammy Awards och tre Grammy Awards. Han är känd för sina  flamencoinspirerade ballader och har samarbetat med många latinamerikanska musiker, som till exempel Shakira i låten "La Tortura".

## Diskografi
- 1989 – Los Chulos Son Pa' Cuidarlos
- 1991 – Viviendo Deprisa
- 1993 – Si Tú Me Miras
- 1993 – Básico
- 1995 – 3
- 1997 – Más
- 2000 – El Alma al Aire
- 2001 – MTV Unplugged
- 2003 – No Es lo Mismo
- 2004 – Grandes Éxitos 1991–2004
- 2006 – El Tren de los Momentos
- 2009 – Paraíso Express